# Anraser See
Anraser See är en sjö i Österrike.   Den ligger i förbundslandet Tyrolen, i den centrala delen av landet, 300 kilometer sydväst om huvudstaden Wien. Anraser See ligger 2 550 meter över havet.